# Spökförare

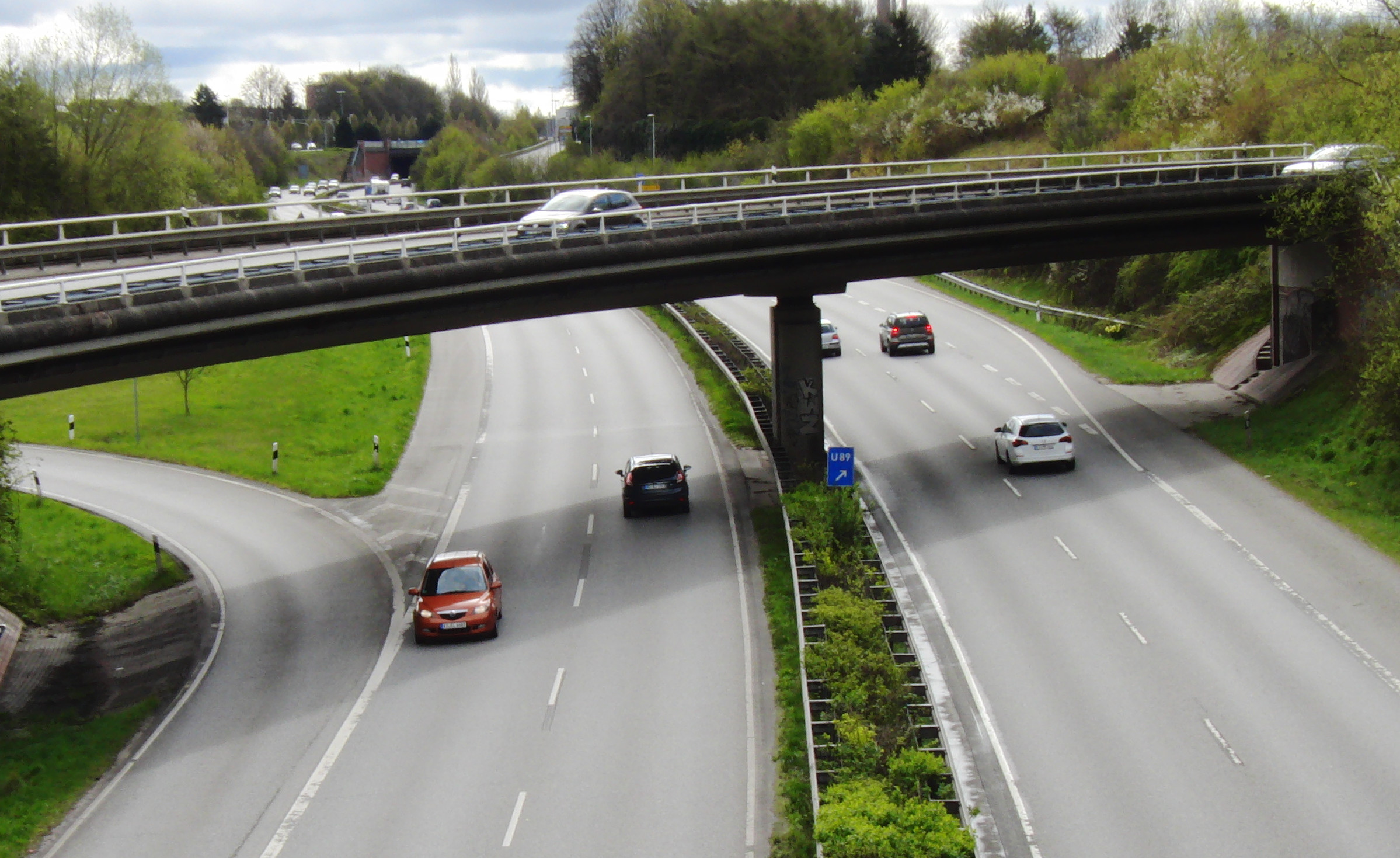
I vänstra körbanan kör en bilist åt fel håll.

En spökförare är en bilist som kör i riktning mot trafiken, antingen för att föraren har kommit över på fel sida, för att föraren har vänt bilen eller backar mot körriktningen. Spökförare är till stor fara för sig själva och medtrafikanterna, speciellt om de inte är medvetna om att de kör i fel riktning. En orsak till spökförare är missförstånd på grund av olämplig utformning av en korsning eller liknande.
Det svenska ordet "spökförare" är omtvistat. I betydelsen "fordonsförare som kör i fel körriktning på en dubbelfilig väg" blev det vanligare 2008. Då hänvisade Språktidningen till Språkrådets åsikt om att ordet kan användas i brist på andra uttryck. Samtidigt påpekades att det var viktigt att förtydliga vad som avsågs med det eftersom det även kunde syfta på motspelare i exempelvis datorspel.

## Sverige
Ett exempel är motorvägen genom Uddevalla, nu riksväg 44. Mittremsan i östra änden började på ett ställe där det var 2 mötande körfält och ett framåt (i västlig riktning) och på samma ställe en avfart. Vissa valde den bredaste körbanan av tre möjliga, som också var längst till vänster, de ville undvika avfarten dit de inte skulle. Det sägs att det var en spökförare i veckan under turisttiden. Problemet försvann när man gjorde mitträcke längre österut, så att trafikdelaren inte var vid avfarten.

## Danmark
I Danmark fick polisen under 2008 in 192 stycken anmälningar om spökförare och de angavs till största delen bero på alkoholpåverkan. 